# Crosseyed Heart
Crosseyed Heart è il terzo album in studio da solista del musicista inglese Keith Richards, pubblicato nel 2015.

## Tracce
Testi e musiche di Keith Richards e Steve Jordan, tranne dove indicato.
1. Crosseyed Heart (Keith Richards) – 1:52
2. Heartstopper – 3:04
3. Amnesia – 3:35
4. Robbed Blind (Richards) – 4:00
5. Trouble – 4:17
6. Love Overdue (Gregory Isaacs) – 3:28
7. Nothing On Me – 3:47
8. Suspicious (Richards) – 3:42
9. Blues In the Morning – 4:25
10. Something For Nothing – 3:28
11. Illusion (Keith Richards, Steve Jordan & Norah Jones) – 3:48
12. Just a Gift – 4:01
13. Goodnight Irene (Huddie Ledbetter & Alan Lomax) – 5:46
14. Substantial Damage – 4:21
15. Lover’s Plea (Keith Richards, Steve Jordan & David Porter) – 4:23

## Formazione
Gruppo (The X-Pensive Winos)
- Keith Richards – voce, chitarre, piano, basso
- Waddy Wachtel – chitarra
- Ivan Neville – tastiere
- Steve Jordan – batteria
- Bobby Keys – sassofono
- Bernard Fowler – cori
- Sarah Dash – cori

Altri musicisti
- Norah Jones – voce in Illusion